# Ramón Valdivieso
Ramón Valdivieso Delaunay (Melipilla, 23 de noviembre de 1902-Santiago, 11 de diciembre de 1996) fue un médico cirujano y académico chileno cercano al Partido Demócrata Cristiano (PDC), que se desempeñó como ministro de Estado durante todo el periodo de gobierno del presidente Eduardo Frei Montalva, entre 1964 y 1970.

## Biografía
Nació en la comuna chilena de Melipilla el 23 de noviembre de 1902, hijo de la descendiente francesa Ernestina Delaunay Darnaut y de Ramón Valdivieso Navarrete. Se casó con Lía Bustamante Ibáñez, teniendo siete hijos; Carmela, Fernando (comerciante), Jaime, Lía Josefina, María Alicia, Paulina y Ramón Adolfo (empresario).
Realizó sus estudios primarios y secundarios en el Colegio de los Sagrados Corazones de Santiago de Chile, continuando los superiores en la Universidad de Chile, donde se tituló de médico cirujano en septiembre de 1927. Posteriormente, se trasladó hasta París, Francia, para efectuar cursos de especialización en cardiología.
De vuelta a su país inició una extensa carrera académica, que lo llevaría a diversos hospitales a través de numerosas cátedras. En el Hospital Clínico de la Universidad de Chile permaneció por más de cuatro décadas, retirándose en el año 1970.
En 3 de noviembre de 1964, fue nombrado por el recién asumido presidente Eduardo Frei Montalva, de quien fue un férreo y declarado partidario durante la campaña presidencial, para integrarse a su gabinete como titular del Ministerio de Salud Pública, cargo en el que se mantuvo hasta el fin de la administración el 3 de noviembre de 1970.
 Por diversas razones, en el ejercicio de sus funciones fue subrogado en cuatro ocasiones; entre el 23 de septiembre y el 12 de octubre de 1965, y entre el 23 de septiembre y el 17 de octubre de 1966, por el ministro del Trabajo y Previsión Social, William Thayer Arteaga; y entre los días 1 y 27 de mayo, y 12 y 22 de octubre de 1968, por el exministro de Minería del gobierno de Carlos Ibáñez del Campo, Alejandro Hales Jamarne.
Entre otras leyes impulsó la 16.774 sobre Accidentes del trabajo y enfermedades profesionales, la 16.781 de Medicina curativa de empleados (ambas de 1968) y la 93 del Formulario Nacional de Medicamentos.
Como su médico de cabecera, sería uno de los facultativos que seguiría más de cerca la evolución de la salud de Frei Montalva en los años posteriores a su gobierno y, concretamente, durante los meses previos al deceso del exmandatario en enero de 1982.
En 1988 fue uno de los fundadores del movimiento político Independientes por el Consenso Democrático.
Falleció el 11 de diciembre de 1996, a los 94 años.